# San Giovanni e l'angelo
San Giovanni e l'angelo è un affresco (circa 350x300 cm) di Cimabue e aiuti, databile attorno al 1277-1283 circa e conservato nel transetto sinistro della basilica superiore di San Francesco di Assisi. 

## Storia
La datazione degli affreschi di Cimabue è piuttosto discorde, sebbene negli studi più recenti si sia assestata a un periodo tra il 1277, anno dell'elezione al soglio pontificio di Niccolò III e il 1283 circa. 
Gli affreschi di Cimabue sono in generale in condizioni mediocri o pessime. La zona del transetto sinistro è decorata dalle Storie apocalittiche, un soggetto piuttosto raro, che è confrontabile, per l'arte italiana pregiottesca, solo con gli affreschi dell'abbazia di San Pietro al Monte a Civate, con le scene della cappella Velluti in Santa Croce e col Giudizio universale dei mosaici del battistero di Firenze o di Santa Maria in Trastevere.

## Descrizione e stile
La scena, in condizioni molto precarie che ne rendono difficoltosa la lettura, mostra al centro una grande roccia su cui due personaggi stanno seduti, con accanto un impetuoso corso d'acqua. Probabilmente si tratta di Giovanni e di un angelo, col passo del testo evangelico (XXI, 10) in cui un fiume cristallino sgorga da trono di Dio, da cui nascerà la Nuova Gerusalemme. Dopo le distruzioni apocalittiche, la scena quindi potrebbe ridare la speranza di un nuovo ordine universale, che sarà rinnovato, secondo gli scritti di Gioacchino da Fiore, dai francescani (Monferini). 
Esistono però anche altre letture legate ad altri passi dell'Apocalisse: una in cui l'angelo mostra una pietra che cade in mare per mostrare come sarà schiacciata Babilonia (XVIII, 2, segnalata da Thode), oppure una che ritiene l'inizio delle storie ambientate a Patmos, con l'angelo che indica a Giovanni le visioni che riporterà nell'Apocalisse (I, 9-10, segnalata da Zimmermann e poi seguita da molti critici successivi). Potrebbe quindi trattarsi della prima scena delle visioni apocalittiche, in realtà non situata nella sua posizione naturale (si trova a fianco della scena finale, la Caduta di Babilonia), prevedendo quindi che sia stato rappresentato qualche salto logico.